# Neophyllotocus rostratus
Neophyllotocus rostratus är en skalbaggsart som beskrevs av Macleay 1864. Neophyllotocus rostratus ingår i släktet Neophyllotocus och familjen Melolonthidae. Inga underarter finns listade i Catalogue of Life.